# Amel Majri
Amel Majri (Monastir, 25 gennaio 1993) è una calciatrice tunisina naturalizzata francese, centrocampista dell'Olympique Lyonnais e della Nazionale francese.

## Carriera

### Nazionale
Dopo aver indossato, grazie alla doppia nazionalità, la maglia della Nazionale tunisina Under-20, Amel Majri viene convocata dalla Federazione calcistica della Francia (Fédération Française de Football - FFF) per indossare la maglia della Nazionale francese nel 2014. Inserita in rosa dal selezionatore Philippe Bergerôo per la partita del 7 maggio dove le Blues incontrano in amichevole l'Ungheria superandole per 4-0, Majri fa il suo debutto sostituendo Élodie Thomis al 79'.
Da allora viene convocata con regolarità nelle competizioni UEFA E FIFA, partecipando prima alle qualificazioni e poi alle fasi finali del Mondiale di Canada 2015 dove viene impiegata in due occasioni, il 17 giugno 2015 contro il Messico (5-0) e il successivo 26 giugno contro la Germania (1-1).

## Statistiche

### Presenze e reti nei club
Statistiche aggiornate al 20 giugno 2025.
| Stagione               | Squadra                | Campionato             | Campionato | Campionato | Coppe nazionali | Coppe nazionali | Coppe nazionali | Coppe continentali | Coppe continentali | Coppe continentali | Altre coppe | Altre coppe | Altre coppe | Totale | Totale |
| Stagione               | Squadra                | Comp                   | Pres       | Reti       | Comp            | Pres            | Reti            | Comp               | Pres               | Reti               | Comp        | Pres        | Reti        | Pres   | Reti   |
| ---------------------- | ---------------------- | ---------------------- | ---------- | ---------- | --------------- | --------------- | --------------- | ------------------ | ------------------ | ------------------ | ----------- | ----------- | ----------- | ------ | ------ |
| 2010-2011              | Olympique Lione        | D1                     | 4          | 1          | CF              | 2               | 1               | UWCL               | 0                  | 0                  |             | -           | -           | 6      | 2      |
| 2011-2012              | Olympique Lione        | D1                     | 3          | 1          | CF              | 1               | 0               | UWCL               | 2                  | 1                  | -           | -           | -           | 6      | 2      |
| 2012-2013              | Olympique Lione        | D1                     | 9          | 0          | CF              | 4               | 1               | UWCL               | 4                  | 2                  | -           | -           | -           | 17     | 3      |
| 2013-2014              | Olympique Lione        | D1                     | 11         | 0          | CF              | 3               | 0               | UWCL               | 2                  | 0                  | -           | -           | -           | 16     | 0      |
| 2014-2015              | Olympique Lione        | D1                     | 20         | 8          | CF              | 5               | 3               | UWCL               | 3                  | 0                  | -           | -           | -           | 28     | 11     |
| 2015-2016              | Olympique Lione        | D1                     | 17         | 4          | CF              | 5               | 3               | UWCL               | 7                  | 1                  | -           | -           | -           | 29     | 8      |
| 2016-2017              | Olympique Lione        | D1                     | 18         | 6          | CF              | 2               | 1               | UWCL               | 8                  | 0                  | -           | -           | -           | 28     | 7      |
| 2017-2018              | Olympique Lione        | D1                     | 19         | 3          | CF              | 4               | 3               | UWCL               | 9                  | 3                  | -           | -           | -           | 32     | 9      |
| 2018-2019              | Olympique Lione        | D1                     | 18         | 10         | CF              | 4               | 1               | UWCL               | 9                  | 4                  | -           | -           | -           | 31     | 15     |
| 2019-2020              | Olympique Lione        | D1                     | 14         | 5          | CF              | 5               | 0               | UWCL               | 6                  | 2                  | SF          | 1           | 1           | 26     | 8      |
| 2020-2021              | Olympique Lione        | D1                     | 17         | 10         | CF              | 1               | 0               | UWCL               | 6                  | 0                  | SF          | -           | -           | 24     | 10     |
| 2021-2022              | Olympique Lione        | D1                     | 5          | 2          | CF              | -               | -               | UWCL               | 2                  | 1                  | -           | -           | -           | 7      | 3      |
| 2022-2023              | Olympique Lione        | D1                     | 10         | 2          | CF              | 3               | 0               | UWCL               | 2                  | 0                  | SF          | -           | -           | 15     | 2      |
| 2023-2024              | Olympique Lione        | D1                     | 20         | 6          | CF              | 0               | 0               | UWCL               | 10                 | 4                  | SF          | 1           | 0           | 31     | 10     |
| 2024-2025              | Olympique Lione        | PL                     | 15         | 7          | CF              | 0               | 0               | UWCL               | 8                  | 0                  | SF          | -           | -           | 23     | 7      |
| Totale Olympique Lione | Totale Olympique Lione | Totale Olympique Lione | 200        | 65         |                 | 39              | 13              |                    | 78                 | 18                 |             | 2           | 1           | 319    | 96     |
| Totale carriera        | Totale carriera        | Totale carriera        | 200        | 65         |                 | 39              | 13              |                    | 78                 | 18                 |             | 2           | 1           | 319    | 96     |

## Palmarès

### Club

#### Competizioni nazionali
- Campionato francese: 12

Olympique Lione: 2010-2011, 2011-2012, 2012-2013, 2013-2014, 2014-2015, 2015-2016, 2016-2017, 2017-2018, 2018-2019, 2019-2020, 2021-2022, 2022-2023
- Coppa di Francia: 8

Olympique Lione: 2011-2012, 2012-2013, 2013-2014, 2014-2015, 2015-2016, 2016-2017, 2018-2019, 2019-2020, 2022-2023
- Supercoppa francese: 2

Olympique Lione: 2019, 2023

#### Competizioni internazionali
- UEFA Women's Champions League: 7

Olympique Lione: 2010-2011, 2011-2012, 2015-2016, 2016-2017, 2017-2018, 2018-2019, 2021-2022

### Nazionale
- SheBelieves Cup: 1

2017

### Individuali
- Trophées UNFP du football: 1

2016